# Sohlplatte

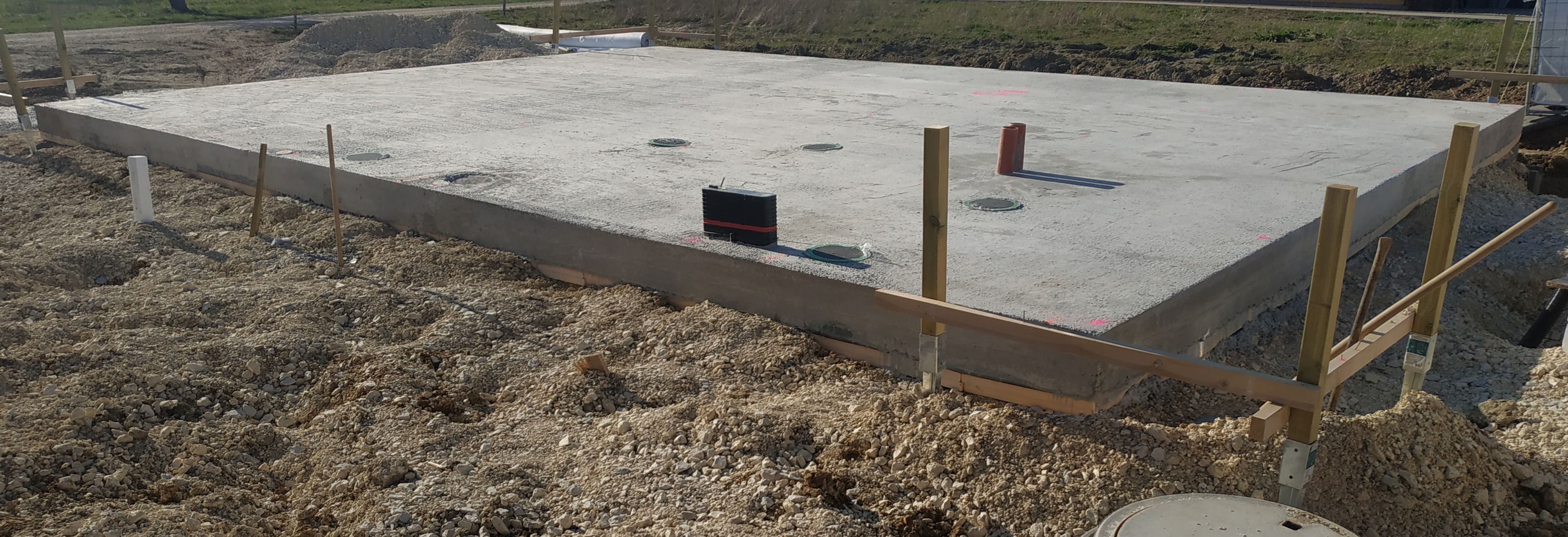
Sohlplatte eines nicht unterkellerten Gebäudes

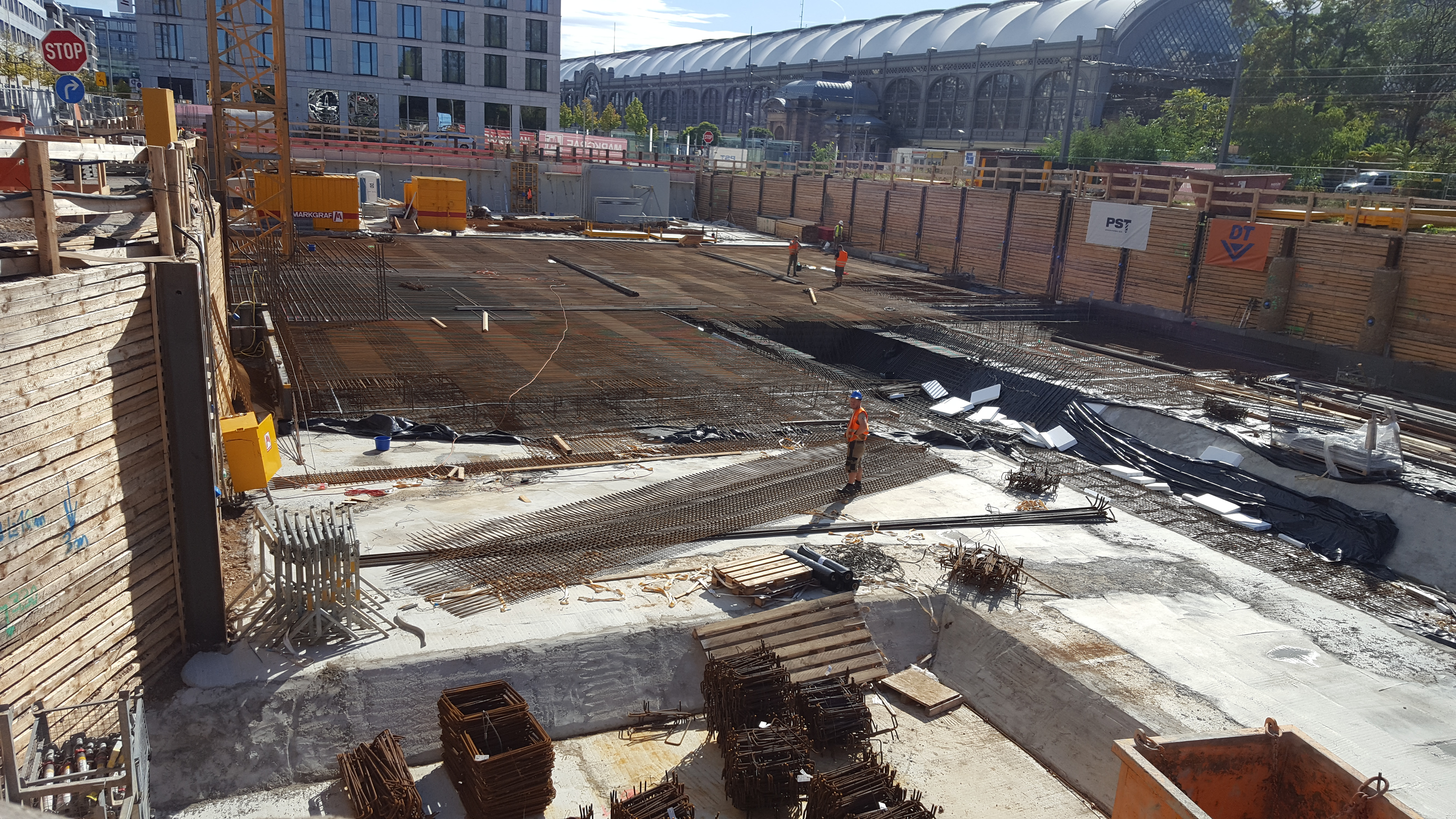
Bauzustand einer Sohlplatte mit ungleichförmiger Dicke

Eine Sohlplatte oder Bodenplatte ist im Bauwesen ein flächenförmiges, horizontales Bauteil, welches ein Bauwerk nach unten hin abschließt. Die Sohle bezeichnet hierbei die Oberkante des darunterliegenden Erdreichs.
Eine Sohlplatte hat je nach Art des Bauwerks verschiedene Funktionen. Sie kann der Abtragung der Bauwerkslasten auf den Baugrund dienen (Gründung), in diesem Falle bildet sie das Fundament des Bauwerks und kann als Gründungs- oder Fundamentplatte bezeichnet werden.:1 Die Fläche, auf der eine Gründungsplatte aufliegt wird dann als Gründungssohle bezeichnet. Eine Sohlplatte kann außerdem die Grundlage für den Fußboden des untersten Geschosses (i. d. R. Keller) bilden. Weiterhin kann die Sohlplatte dazu dienen, das Eindringen von Grundwasser zu verhindern.
Sohlplatten werden in der Regel aus Stahlbeton oder Stahlfaserbeton hergestellt. Bei Sohlplatten, welche nicht als Gründungsplatte dienen und geringere Lasten aufweisen, wird teilweise auch Beton ohne Bewehrung verwendet. Neben den konventionellen Bauweisen kommen in bestimmten Anwendungsfällen auch nachhaltige Konstruktionen zum Einsatz, beispielsweise Bodenplatten aus Holz auf Einzelfundamenten oder vollständig zirkuläre Varianten aus lose verlegten Schaumglasplatten.

## Statik

Oben ist der Momentenverlauf in einer Stahlbetonbodenplatte abgebildet. In der Mitte ist der Aufbau des Fundaments schematisch dargestellt. Darunter ist der (stark vereinfachte) Verlauf der sich einstellenden Bodenpressung in Form einer nach oben gerichteten Flächenlast dargestellt. Ganz unten folgt schließlich der Graph des Verlaufs der Querkraft (bzw. der Scherspannung). Da sowohl das Moment wie auch die Querkraft im Fundament unterhalb der Stützen am höchsten sind, wird das Fundament dort stärker ausgeführt.

Sohlplatten sind grundsätzlich so zu bemessen, dass sie den auftretenden Kräften standhalten, welche sehr von der Art des Bauwerks abhängen. Wird die Sohlplatte als Gründungsplatte ausgeführt, muss sie weitaus größere Kräfte aufnehmen als wenn die Bauwerkslasten über Einzel- oder Streifenfundamente unter den Stützen oder Wänden des Gebäudes abgetragen werden.

### Gründungsplatte
Mithilfe einer Gründungs- oder Fundamentplatte kann die Auflast des Bauwerks auf eine große Fläche, die Gründungssohle, verteilt werden (Flächengründung). Die Gründungsplatte steht dabei seitlich oft über die Außenkante der (Keller-)Wände vor.
Im Unterschied zu unbewehrten Fundamenten können bewehrte Fundamentplatten auf Biegung beansprucht werden. Dies ermöglicht, dass Auflasten trotz relativ dünner Bauteildicke über große Flächen verteilt werden können. Darurch kann die Bodenpressung und die Setzung des Bauwerks insgesamt verringert werden.:57 Ebenso können ungleichförmige Auflasten gleichförmig auf den Baugrund aufgebracht werden und somit besonders schädliche ungleichförmige Setzungen vermieden werden.:61
Da die Gründungsplatte wie eine umgekehrte Decke wirkt, wird in aller Regel die statische Bewehrung im Feld auf der Oberseite angeordnet und unter den Lastangriffspunkten an der Unterseite. Generell kann die Tragfähigkeit entweder über einen höheren Bewehrungsgehalt oder über eine Vergrößerung der Plattendicke erhöht werden. Ebenso kann die Platte durch Verbund mit den Kellerwänden oder mit Rippen:62 verstärkt werden.
Vor allem bei in Skelettbauweise errichteten Gebäuden (z. B. Industriehallen) treten aufgrund überwiegend aus Stützen bestehenden Tragstruktur hohe Einzellasten auf. Die Bewehrung unter den Stützen in der Gründungsplatte ist deshalb oft sehr dicht. Überschreiten die Quer- und Durchstanzkräfte in der Nähe des Auflagers den Plattentragwiderstand, muss entweder eine entsprechende Bewehrung, meist vertikale Bügel, angeordnet oder die Plattendicke mit einer Anvoutung lokal erhöht werden.

### Kombination mit Einzel- oder Streifenfundamenten
Anstatt eine Gründungsplatte auszuführen, kann die Gründung der Stützen und Wände auch über eine separate Flachgründung aus Einzel- oder Streifenfundamenten realisiert werden. In diesem Falle stellt eine Sohlplatte zunächst nur einen Raumabschluss dar.:1
Eine solche nichttragenden Sohlplatte muss nur die unmittelbar auf sie wirkenden Lasten (Stapel-, Regal- oder Fahrzeuglasten, Wasserdruck):1 aufnehmen. Die Plattendicke und der Gehalt an Bewehrung können daher im Vergleich zu einer Gründungsplatte wesentlich reduziert werden. Teilweise sind sogar unbewehrte Sohlplatten ausreichend.:117
Allerdings ist die erforderliche Schalung für Einzel- und Streifenfundamente deutlich kleinteiliger und daher mit höherem Arbeitsaufwand verbunden. Ebenso weisen diese Fundamente aufgrund der kleineren Fläche der Gründungssohle eher höhere Setzungen auf als Gründungsplatten. Diese Ausführungsvariante ist daher eher bei geringeren Lasten und/oder günstigen Baugrundverhältnissen wirtschaftlich.

### Bodenplatte ohne Beton aus Schaumglas für Gebäude in Holzbauweise

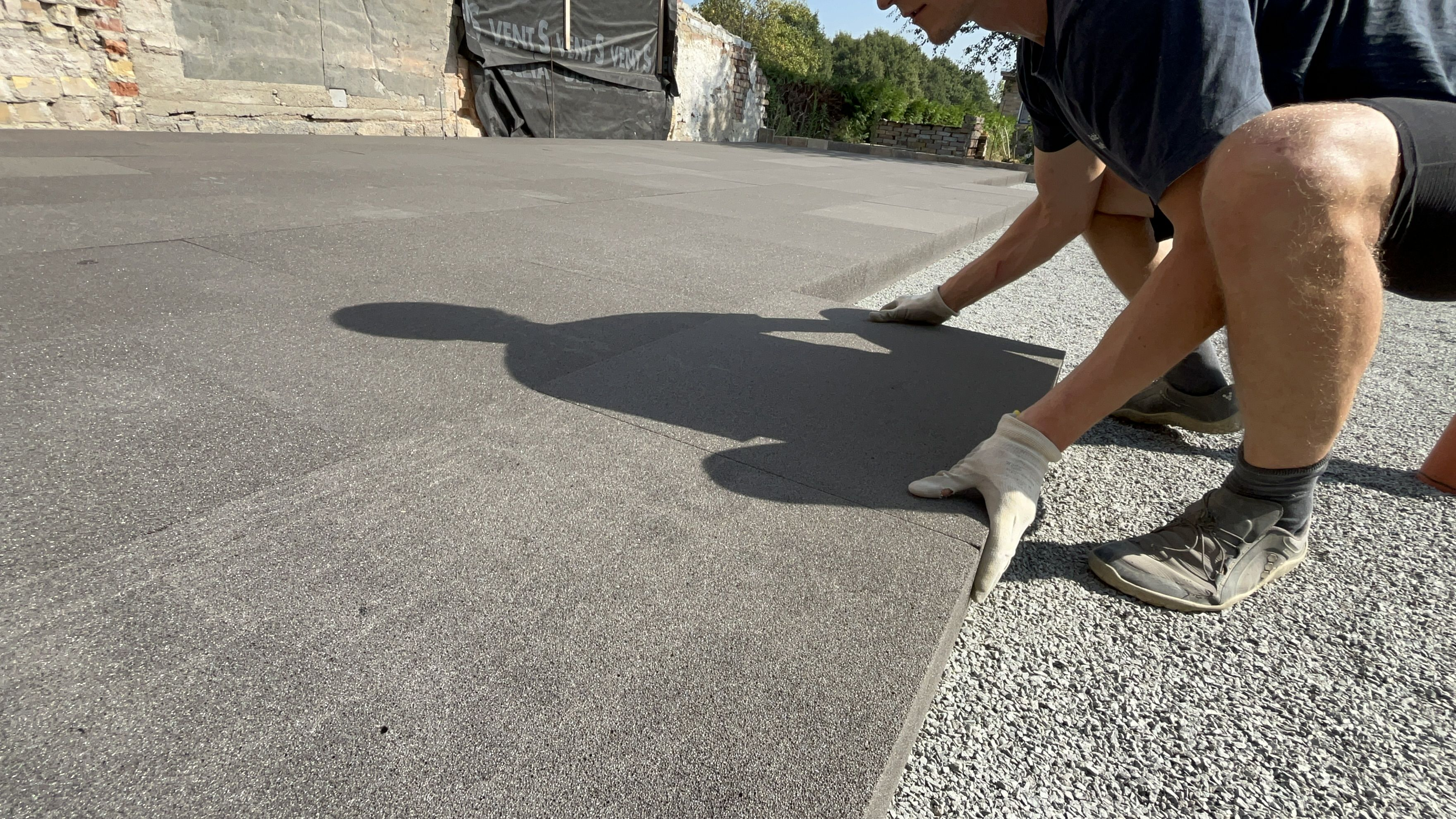

Eine Bodenplatte kann – abhängig von den statischen Anforderungen – für Gebäude in Holzbauweise häufig auch ohne den Einsatz von Beton hergestellt werden, indem lastabtragende Schaumglasplatten lose auf einer eben abgezogenen Tragschicht, beispielsweise aus Splitt, verlegt werden. Das Material besteht aus geschäumtem Recyclingglas, ist druckfest (bis 1600 kPa), formstabil, feuchtebeständig, nicht brennbar (A1) und insektenresistent. Aufgrund seiner geschlossenen Zellstruktur übernimmt es zugleich die Funktion von Fundament und Wärmedämmung. Diese Bauweise ermöglicht eine vollständig mineralische und rückbaubare Gründung ohne zementgebundene Baustoffe.

## Wasserabdichtung
Eine wesentliche Aufgabe der Bodenplatte kann darin bestehen, das Eindringen von Grundwasser zu verhindern. Dies ist der Fall wenn drückendes Wasser ansteht, d. h. bei einem möglichen Anstieg des Wasserstandes über die Fundamentsohle, z. B. in der Nähe von Gewässern oder bei sehr hohem Grundwasserpegel oder Schichtenwasser.
Dafür kann die Bodenplatte mit den Außenwänden zu einer Kellerwanne verbunden werden. Hierbei unterscheidet man je nach Ausführung zwischen weißen Wannen und schwarzen Wannen.:62 Weiße Wannen werden aus wasserundurchlässigem Beton (WU-Beton) hergestellt. Bei schwarzen Wannen wird eine konventionelle Gründung von außen mittels Bitumen oder Bitumenbahnen abgedichtet.
Bei in das Grundwasser eintauchenden Bodenplatten muss der Auftrieb berücksichtigt werden. Die Bodenplatte muss in jedem Bauzustand sicher gegen Aufschwimmen sein. Besonders bei geringen Auflasten kann eine Verankerung gegen den Auftrieb erforderlich werden.:121

## Wärmedämmung
Sofern sich oberhalb der Bodenplatte ein Warmbereich befindet, muss eine Wärmedämmung entlang der Bodenplatte vorgesehen werden. Diese kann entweder auf oder unter der Bodenplatte angeordnet werden. Weiterhin werden die senkrechten Außenflächen von Bodenplatten oder die von Kellern („Keller-Außenwände“) mit einer Perimeterdämmung gedämmt. Hierbei ist darauf zu achten, dass der Übergang zwischen Bodenplatte und Außenwand so konstruiert wird, dass Wärmebrücken vermieden werden.
Man kann unter die Fundamentplatte dauerhaft druckfeste Dämmstoffplatten oder eine Schaumglasschotterlage verlegen. Diese Dämmstoffe müssen jeweils entsprechend druckfest und eventuell dauerhaft den Lastfall drückendes und nichtdrückendes Grundwasser für die gesamte Lebensdauer des Gebäudes überstehen. Um Wärmebrücken bei Fundamenten auszuschließen, muss diese Schicht bis über die Außenkanten der Bodenplatten geführt werden. Nach dem Einbau wird die Glasschotterschicht mit Rüttelplatten vorsichtig komprimiert. Wärmebrücken entstehen dann keine, wenn die Vorderkante der Sohle bis zur Glasschotterschicht gedämmt wird. Ungedämmte Fundamente, auf denen die nur zwischen den Fundamenten gedämmte Bodenplatte aufliegt, stellen eine vermeidbare Wärmebrücke dar, die aufgrund der Gesamtlänge einen erheblichen Umfang einnimmt.
Die Wärmedämmung kann auch auf der Oberseite der Bodenplatte unter einem schwimmenden Estrich oder zwischen Holzlagern des Fußbodens angeordnet werden.:311Der wärmebrückenfreie Übergang zur Außendämmung kann beispielsweise durch den Einbau einer Reihe Porenbetonbausteine in der Außenwand erreicht werden.:808

## Weitere Aspekte der Ausführung
Unter der Bodenplatte wird in der Regel noch der Frostkoffer, eine kapillarbrechende Schicht, eingebaut. Von unten aufsteigende Feuchtigkeit kann somit nicht bis zur Bodenplatte vordringen. Dabei ist jedoch der Dampfdruck zu beachten, der durch diese Schichten bis zur Unterkante der Bodenplatte als Lastfall ansteht und somit auch eine Bodenplatte durchfeuchtet. Dieser Lastfall wird zum Problem, wenn Kellerräume zu Wohnzwecken genutzt werden. Entsprechende Planungsanforderung an die Qualität der Bodenplatte und deren weiteren Fußbodenaufbauten sind zu beachten.
Vor dem Betonieren der Bodenplatte ist außerdem eine Sauberkeitsschicht aus Magerbeton vom mindestens 5 cm Dicke auf der Baugrundoberfläche aufzubringen. Diese soll Verschmutzungen des Stahlbetons verhindern und insbesondere die Betondeckung auf der Unterseite sicherstellen.:62
Um Schäden durch Frosthub zu vermeiden, muss die Frostsicherheit gewährleistet sein. Dies kann durch eine ausreichende Einbindetiefe oder durch andere Maßnahmen wie Wärmedämmung erreicht werden.
In die Bodenplatte werden außerdem Fundamenterder eingebracht, die für die gesamte Elektroinstallation als Potentialausgleich dienen.
Wenn eine Gründungsplatte hergestellt wird, kann man auf einen Estrich im Keller verzichten, hat dann allerdings keine Möglichkeit, den Einbau einer Dampfbremse als obere Abdichtung vorzusehen. Solche Lösungen können daher nicht für Wohnräume als geeignet angesehen werden, insbesondere wenn dort weitere Bodenaufbauten wie zum Beispiel Parkettböden direkt auf dem Betonboden aufgebracht werden würden.
Bodenplatten können auch mit Fußbodenheizungen ausgestattet werden. Diese lassen sich auch als Betonkerntemperierung ausführen, wenn auf die Möglichkeit einer schnellen Anpassung der Temperatur verzichtet werden kann. Zur rissfreien Ausführung sind gegebenenfalls zusätzliche Dehnungsfugen nötig. Wird die Bodenplatte zur Temperierung des Gebäudes genutzt, muss die umlaufende Wärmedämmung besonders sorgfältig ausgeführt werden. Zu beachten ist auch, dass der Schallschutz zwischen Räumen nicht mehr gewährleistet sein kann, da die Reduktion des Flankenschalls über den Boden nicht mehr gewährleistet ist. Dies ist nur für den privaten Eigengebrauch zulässig. Für Verkauf oder Vermietung stellt es einen nicht unwesentlichen Mangel dar.